# 会津若松郵便局
会津若松郵便局（あいづわかまつゆうびんきょく）は、福島県会津若松市にある郵便局。民営化前の分類では集配普通郵便局であった。

## 概要

### 住所
- 〒965-8799：福島県会津若松市中央1-2-17

## 沿革
- 1872年（明治5年）8月4日 - 若松郵便受取所として開設[1]。
- 1873年（明治6年）4月1日 - 若松郵便役所となる[1]。
- 1875年（明治8年）1月1日 - 若松郵便局（二等）となる。翌日より、為替取扱を開始[1]。
- 1879年（明治12年）6月 - 貯金取扱を開始[1]。
- 1889年（明治22年）7月16日 - 若松郵便電信局となる[1][2]。
- 1903年（明治36年）4月1日 - 通信官署官制の施行に伴い若松郵便局となる[1][3]。
- 1939年（昭和14年）11月2日 - 会津若松郵便局に改称、等級を二等から一等に改定[4]。
- 1949年（昭和24年）2月21日 - 電信事務を会津若松電信局に、電話事務を会津若松電話局に移管[5]。
- 1956年（昭和31年）11月20日 - 電話通話および和文電報受付事務の取扱を開始[6]。
- 1988年（昭和63年）3月31日 - 神指郵便局の廃止に伴い、取扱業務を承継。
- 1996年（平成8年）7月1日 - 外国通貨の両替および旅行小切手の売買に関する業務取扱を開始。
- 2007年（平成19年）10月1日 - 民営化に伴い、併設された郵便事業会津若松支店に一部業務を移管。
- 2012年（平成24年）10月1日 - 日本郵便株式会社の発足に伴い、郵便事業会津若松支店を会津若松郵便局に統合。
- 2017年（平成29年）8月19日 - ゆうゆう窓口の24時間営業を廃止。
- 2019年（平成31年）3月4日 - 北会津郵便局および上三寄郵便局から集配業務を移管。

## 取扱内容
- 郵便、印紙、ゆうパック、内容証明
- 貯金、為替、振替、振込、国際送金、外貨両替、国債、投資信託
- 生命保険、バイク自賠責保険、自動車保険、変額年金保険、がん保険、引受条件緩和型医療保険
- ゆうちょ銀行ATM
- 会津若松市内の一部地域、湯川村内の集配業務
- ゆうゆう窓口

## 風景印
図案は『白虎隊踊り』・『鶴ヶ城天守閣』・『磐梯山』。
使用開始日は1972年（昭和47年）11月15日である。

## 周辺
- 会津若松市役所
- 若松第一高等学校
- 福島県立葵高等学校

## アクセス
- JR只見線 七日町駅から徒歩で約13分。
- 会津バス「郵便局前」停留所下車。
- 磐越自動車道 会津若松ICから南東へ約3km。
- 国道118号・国道121号・国道252号沿い。
- 駐車場あり：21台